# متعدد الكيتيد
متعددات الكيتيد في الكيمياء العضوية هي صنف من المنتجات الطبيعية والمشتقة من مركبات طليعية مكونة من هيكل كربوني تتناوب فيه مجموعات الكيتون (أو شكله المختزَل) ومجموعات الميثيلين.
تعامل الإنسان مع مركبات متعددات الكيتيد الطبيعية قبل أن يتعرف على تركيبها الكيميائي. وفي سنة 1893 تمكن جون نورمان كولي J. Norman Collie من اصطناع كميات جيدة من الأورسينول من تسخين ديهيدرو حمض الأسيتيك مع هيدروكسيد الباريوم مما يؤدي إلى فتح حلقة البيرون إلى ثلاثي كيتيد. ومع استمرار التجارب اتضح أن السلسلة الكربونية في بنية هذا المبلمر الحيوي قد تكون طويلة.
تنتج هذه المركبات في الطبيعة وفق اصطناع حيوي من إنزيم سينثاز متعدد الكيتيد.